# 150
150 рік — невисокосний рік, що почався в четвер за григоріанським календарем. 
Римська імперія •  Парфянське царство •  Кушанське царство •  Східна Хань •  Сармати

## Геополітична ситуація
У Римській імперії править імператор Антонін Пій (до 161). Імперія  займає Апеннінський, Піренейський та Балканський півострови, Галлію, частину Британії, Близький Схід, Північну Африку включно з Єгиптом. 
Наймогутніша держава центральної Азії — Парфянське царство. Наймогутніша держава Індостану — Кушанське царство. Династія Хань править у Китаї.  Корейський півострів ділять між собою Три корейські держави. 
Триває докласичний період цивілізації мая.
На території майбутньої України, в степах Причорномор'я, кочують сармати, північніше — племена Черняхівської культури.

## Події

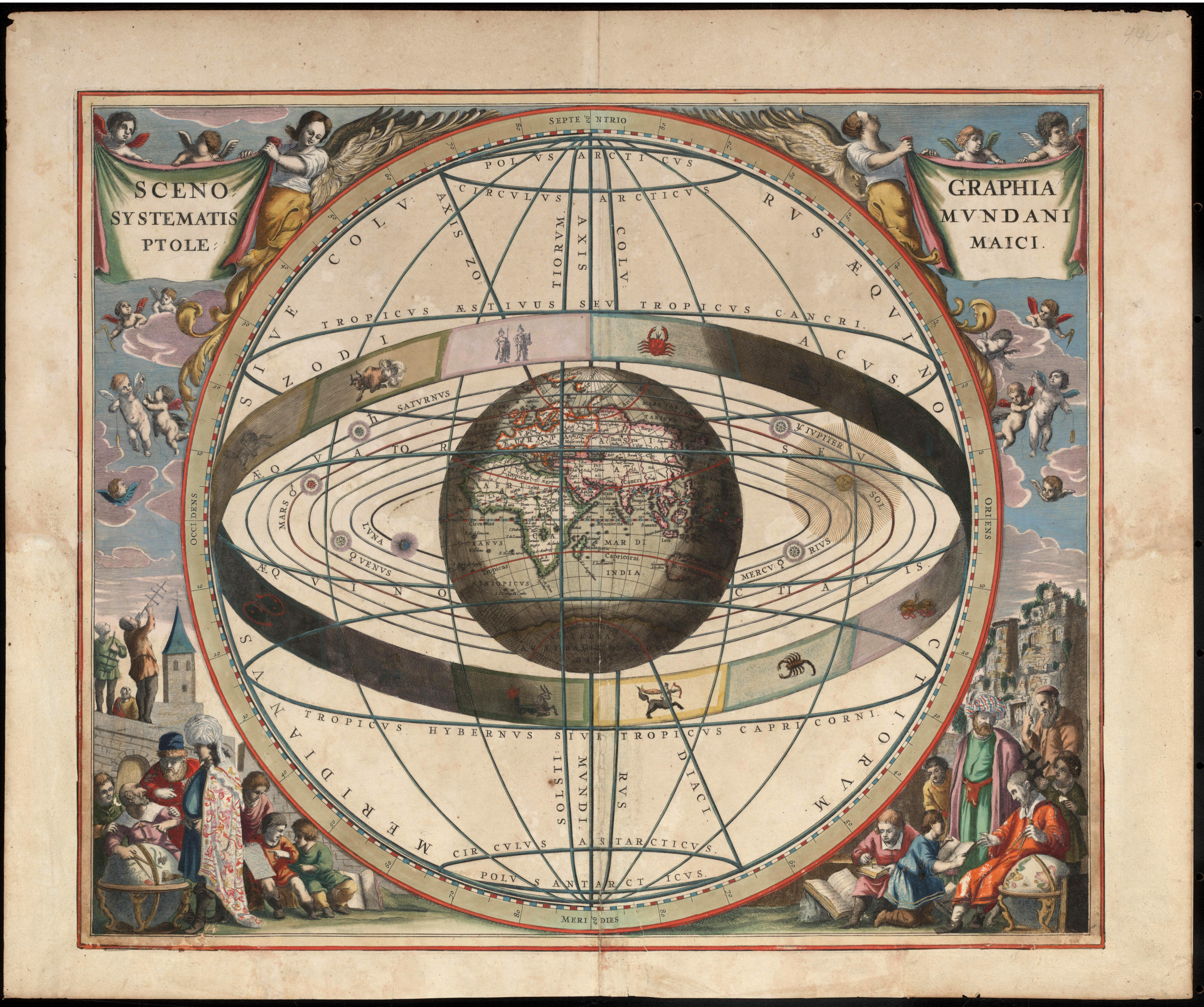
Будова Всесвіту за Птолемеєм

- Консулами у Римі були Марк Гавий Сквілла Галлікан та Секст Карміній Вет.
- Клавдій Птолемей написав свою головну працю «Альмагест», у якій сформулював свою концепцію геоцентричного світу. Тоді ж створив «Географію» (дати орієнтовні).
- Стоїк Пантен заснував в Александрії школу катехізису, що перебувала під наглядом єпископа.
- Набирає ходу християнізація римських провінцій у Північній Африці.
- Маркіон створив свій власний біблійний канон на основі Євангелія від Луки та десяти послань апостола Павла.
- Грецький письменник Антонін Ліберал написав «Метаморфози» (дата дуже приблизна).
- Почалося спорудження Піраміди Сонця в Тіотіуакані (дата приблизна).

## Народились
- Емілій Папініан — давньоримський правник та політичний діяч часів династії Северів.
- Климент Александрійський — християнський апологет і проповідник Священного Писання серед елліністичних книжників, основоположник Олександрійської богословської школи.
- Клодій Альбін — римський губернатор Британії, проголошений імператором британськими та іспанськими легіонами після вбивства Пертінакса.